# Boskikker
De boskikker (Lithobates sylvaticus) is een kikker uit de familie echte kikkers of Ranidae. De soort werd voor het eerst wetenschappelijk beschreven door John Lawrence LeConte in 1825. De kikker behoorde lange tijd tot het geslacht Rana. Oorspronkelijk werd de wetenschappelijke naam Rana sylcatica gebruikt.

## Uiterlijke kenmerken
De boskikker bereikt een lichaamslengte van 3,5 tot 7 centimeter, de vrouwtjes worden gemiddeld iets groter dan de mannetjes. De maximale lichaamslengte is 8,3 cm.
De lichaamskleur is zeer variabel, maar een belangrijk kenmerk van de meeste exemplaren is dat de kikker juist geen vlekken- of strepentekening heeft en de meeste andere gelijkende soorten wel. Meestal is de kleur egaal bruin, roodbruin of grijs met zeer duidelijk zichtbare streep-achtige huidplooi van kop tot cloaca en soms een aantal kleurenstrepen op de rug, de buik is meestal wit. Vrouwtjes zijn vaak helderder gekleurd en missen de vergrote knobbel op de duim die de mannetjes hebben.
Het trommelvlies, ook wel tympanum genoemd, is erg klein, een grote driehoekige oogvlek loopt van de snuitpunt tot achter het tympanum, met hieronder meestal een gele tot witte streep. De kikkervisjes zijn ongepigmenteerd.
De overwegend bruine kleur van deze soort hangt samen met de overwegend landbewonende levenswijze; voor de voortplanting is de kikker aan oppervlaktewater gebonden, maar de rest van het jaar kan de deze soort ook kilometers verderop gevonden worden want er wordt altijd op het land gejaagd. Daarom komen de kleuren overeen met de bladerlaag waar de kikker in leeft, de dorsolaterale lijsten (huidplooien) aan weerszijden van de rug doen denken aan bladnerven. De boskikker heeft eenzelfde levenswijze en ecologie als de Europese bruine kikker (Rana temporaria).

## Verspreiding en habitat

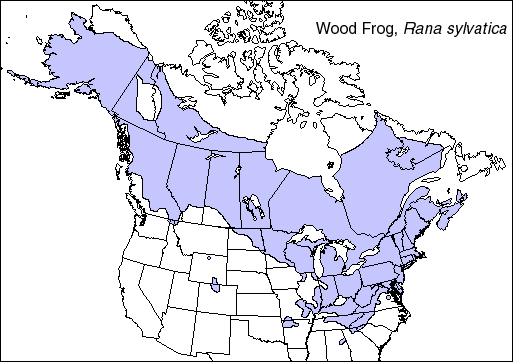
Verspreidingsgebied in het blauw.

De boskikker komt voor in de Verenigde Staten; van het noordelijke North Dakota tot helemaal in Georgia dat ten westen van Florida ligt. Zelfs in Alaska en in Labrador is deze soort te vinden. Als een van de weinige amfibieën komt de boskikker zelfs tot boven de poolcirkel. In een aantal staten zoals Wisconsin gaat de soort in aantal vooruit, in tegenstelling tot de meeste andere amfibieën.
Boven de poolcirkel duurt de winterslaap aanmerkelijk langer. Heel bijzonder is dat deze kikker bijna volledig kan bevriezen tijdens de winterslaap. Alle levensfuncties liggen dan zo goed als stil. Bij het ontdooien gaat het hart weer kloppen en begint de kikker weer te leven, waarna hij meteen het voortplantingswater opzoekt.
Het voedsel bestaat uit insecten en andere kleine dieren en bij verstoring worden lange maar lage sprongen gemaakt om in het water te vluchten en te ontkomen.

## Afbeeldingen: ontwikkeling
|  |  |  |  |